# Sélibabi
Sélibabi (ou Sélibaby, en arabe : سيليبابي) est la capitale de la 10e région administrative (wilaya) de Mauritanie, le Guidimakha, ainsi que le chef-lieu de la moughataa du même nom, le département de Sélibabi.

## Géographie

### Généralités
La commune de Sélibabi est située au sud de la Mauritanie, dans la région de Guidimakha, et elle s'étend sur 125 km2.
Elle est délimitée au nord par la commune de Hassi Cheggar, à l’est par les communes de Souvi et de Baydam, au sud par la commune de Ghabou, à l’ouest par la commune de Gouraye.
L’agglomération est divisée en plusieurs quartiers, comme celui du « collège », du « silo », « Bambaradougou », « Cochincolé » ou « Ferlo », certains d’entre eux étant séparés par des oueds ou des plantations agricoles. La chanteuse Sira Dramé a consacré une chanson à la ville et à ses différents quartiers. Au Nord de la ville se trouve le quartier de l’hôpital régional, financé par le gouvernement chinois.

### Climat
Climat de Sélibabi

## Histoire
La ville de Sélibabi a été fondée au début du XIXe siècle par Ould Ely Baby, un nomade. Les premiers sédentaires, des Soninkés traditionnellement liés à l'agriculture, s'y sont installés pour profiter de la fertilité des sols.
Sélibabi a été érigée en commune par l'ordonnance du 20 octobre 1987 instituant les communes de Mauritanie.

## Démographie
Lors du Recensement général de la population et de l'habitat (RGPH) de 2000, Sélibabi comptait 15 289 habitants.
Lors du RGPH de 2013, la commune en comptait 29 786, soit une croissance annuelle de 5.5 % sur 13 ans.
La population est estimée à 33 000 habitants en 2016.

## Administration
Sélibabi est la capitale régionale du Guidimakha ainsi que le chef-lieu du département de Sélibabi.
La ville de Sélibabi a été érigée en commune en 1987. De nombreux maires et conseils municipaux hétérogènes s'y sont succédé depuis dont Yaya Kane et l’ancien ministre et député Mamadou Diama Sakho. 

## Économie
L'économie de la commune repose sur l'agriculture, l'élevage et la sylviculture. Le commerce occupe également une place importante dans l'économie puisque Sélibabi constitue le centre de ravitaillement et de commercialisation de la région.
Les activités liées au secteur agricole demeurent la principale source de revenus pour une grande majorité de la population. Les principales spéculations cultivées sont le sorgho, le mil et le maïs. Des légumineuses comme le niébé et des oléagineux comme les arachides y sont également cultivées.
Sélibabi possède un aéroport international qui est généralement utilisé pour les vols intérieurs de et vers la capitale, Nouakchott, avec la possibilité d'organiser des vols de et vers la France.

## Culture et patrimoine

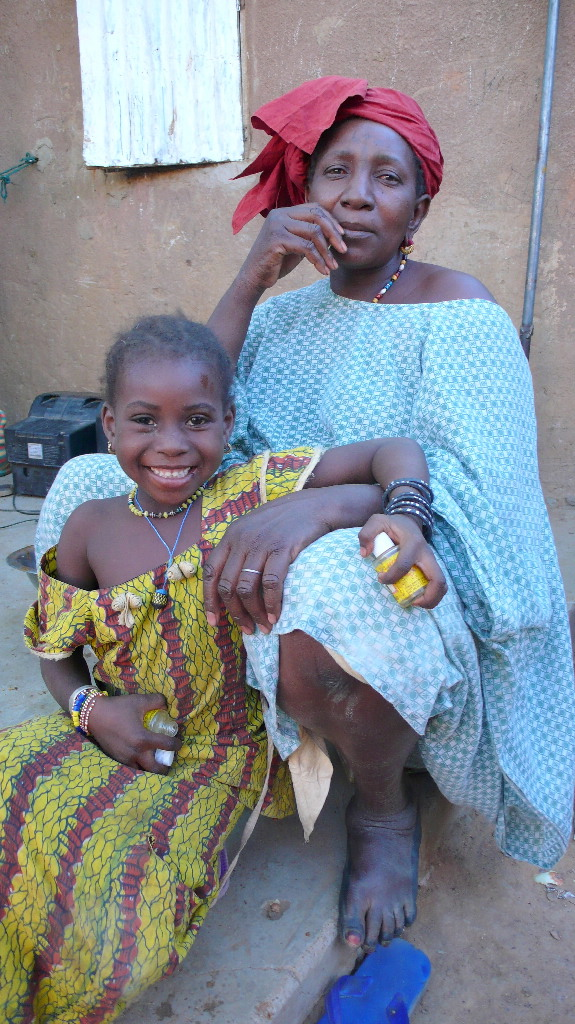
Une femme et une petite fille soninkées. Selibaby, Guidimakha, Mauritanie

Le Guidimakha est habité par les Peuls, les Soninkés et les Haratins (maures noirs). La ville de Sélibabi est un carrefour où Sénégalais, Maliens et Mauritaniens se trouvent dans un cadre commercial. Sélibabi est ainsi une ville de mélange culturel et intellectuel.
À l'instar des villes sœurs de la sous-région, comme Tambacounda (Sénégal), Gabu (Guinée-Bissau), Kayes (Mali), Basse Santa Su (Gambie) et Boké (Guinée), Sélibabi organise la SAFRA (Semaine de l'Amitié et de la Fraternité) qui regroupe chaque année les jeunes de la sous-région pour une rencontre éducative, culturelle et sportive.

## Santé et éducation
Sélibabi possède seize écoles, dont treize publics, un lycée et un collège.
La commune dispose d'un hôpital régional, financé par le gouvernement chinois et doté en partie de médecins chinois, et est le siège du directeur régional de la santé. Sélibabi sert également de base pour les ONG travaillant dans la région.

## Aide humanitaire
À la suite de violentes inondations lors de la saison des pluies de 2020, le Fonds des Nations unies pour la population a fait don de couvertures, de kits de dignité et de nattes pour aider les familles les plus touchées. Environ 2500 nattes, kits de dignité pour les femmes et couvertures ont été distribués en décembre 2020 aux habitants de Sélibabi ainsi qu'aux habitants de six autres communes environnantes également touchées par les inondations : Arr, Wompou, Ajar, Ould M'Bonny, Tachott et Hassi Cheggar.